# Bernd Rabe (Politiker)
Bernd Rabe (* um 1947; † 2016 oder früher) war ein deutscher sozialdemokratischer Kommunalpolitiker sowie Sachbuchautor insbesondere zur Geschichte der ehemaligen Industriestadt Linden.

## Leben
Bernd Rabe studierte an der damaligen Technischen Universität Hannover, wo er im Jahr 1976 an der Fakultät für Geistes- und Sozialwissenschaften seine Dissertation schrieb zum Thema Der sozialdemokratische Charakter. 3 Generationen aktiver Parteimitglieder in einem Arbeiterviertel. Zu  dem 1978 als Buch im Frankfurter Campus-Verlag erschienenen Werk schrieb Oskar Negt das Vorwort.
Schon zuvor war Rabe im Jahr 1973 Gründungsmitglied des SPD-Ortsvereins Linden-Limmer und wurde auf der Gründungsversammlung neben Friedhart Grote zu einem der beiden Stellvertretenden Vorsitzenden von Egon Kuhn gewählt. Ebenfalls 1973 und noch zu seiner Zeit als Student beschrieb Bernd Rabe, den der spätere Bundeskanzler Gerhard Schröder gern parodierte, in einem Interview in dem Nachrichtenmagazin Der Spiegel seine politische Tätigkeit als einen „fulltime-job“.
Rabes im Jahr 1984 herausgegebene Schrift Die „Sozialistische Front“. Sozialdemokraten gegen den Faschismus 1933–1936 bezeichnete Nils Hartung vom Norddeutschen Rundfunk (NDR) noch 2015 als Standardwerk über die Sozialistische Front (SF), deren „Herz“ mit geschätzten rund 1000 Mitgliedern um Werner Blumenberg insbesondere in Linden und Ricklingen tätig waren.
In seinem ebenfalls 1984 herausgegebenen Buch Linden. Der Charakter eines Arbeiterviertels vor Hannover beschrieb der Autor die seinerzeit dort lebenden Einwohner noch als „[...] derb zupackend, keiner Schlägerei abgeneigt, als Unruhestifter, alkoholerfahrene Kneipengänger – hart, aber herzlich und allem Schöngeistigen abgeneigt“.

## Schriften (Auswahl)
- Der sozialdemokratische Charakter. 3 Generationen aktiver Parteimitglieder in einem Arbeiterviertel. Campus, Frankfurt am Main 1978, ISBN 3-593-32226-9.
- Die „Sozialistische Front“. Sozialdemokraten gegen den Faschismus 1933–1936. Fackelträger, Hannover 1984, ISBN 3-7716-2309-X.
- Linden. Der Charakter eines Arbeiterviertels vor Hannover, mit Fotografien von Heiner Borchard. Fackelträger, Hannover 1984, ISBN 3-7716-1446-5.
- Solidarität im Alltagsleben. Geschichte der Arbeiterwohlfahrt Bezirksverband Hannover e.V. Fackelträger, Hannover 1990, ISBN 3-7716-2314-6.